# Mighty Servant 1 (schip, 1983)
De Mighty Servant 1 is een halfafzinkbaar schip voor heavy-lift. De Mighty Servant 1 werd gebouwd door Oshima Shipbuilding voor het Nederlandse bedrijf Wijsmuller Transport, later Dockwise tot de overname door Boskalis.
De opdrachten voor de Mighty Servant 1 richten zich op het vervoer van booreilanden, productieplatformen, havenkranen en aanverwante onderdelen. Deze zeer zware ladingen worden op het open dek van het schip vervoerd. Het open dek van de Mighty Servant 1 is vijftig meter breed en 140 meter lang. Daarnaast is het mogelijk het dek te laten afzinken of stijgen waardoor ook roll-on-opdrachten kunnen worden vervuld.